# Palazzo Sforza-Cesarini (Genzano di Roma)
Il Palazzo Sforza-Cesarini è un edificio nobiliare situato a Genzano di Roma la cui forma attuale è dovuta ai lavori eseguiti ai primi del XVIII secolo ad opera dagli architetti Ludovico e Domenico Gregorini.

## Storia
Il palazzo Sforza-Cesarini, nella forma attuale, nacque come residenza estiva della famiglia Cesarini, poi Sforza Cesarini, signori di Genzano dal 1564, nato a sua volta dalla trasformazione di un castello medievale, esistente già ai primi del XIII secolo, posto a guardia del Lago di Nemi. La trasformazione del castello medievale in palazzo fu avviata verso il 1590 da Giuliano II Cesarini il quale acquistò case e terreni circostanti la costruzione medievale per poterla ampliare. Questo nuovo palazzo era collocato alla destra dell'attuale portale d'ingresso. È probabile che l'originario nucleo del palazzo si presentasse come semplice articolazione del recinto fortificato, privo di una specifica individualità, prevalentemente aperto verso l'interno del borgo e chiuso verso l'esterno. A fianco del vecchio palazzo, in corrispondenza dell'attuale portale, era situata la porta principale dell'insediamento urbano di Genzano ("Genzano Vecchio"); pertanto gli abitanti di Genzano mantennero il diritto di poter passare per l'odierno portone del palazzo. 
Completando il distacco dall'originario nucleo medievale, ad opera del duca Gaetano Sforza Cesarini, tra il 1713 ed il 1730 venne realizzata la nuova facciata mediante l'aggiunta di un ulteriore corpo di fabbrica verso il lago, rendendo l'edificio simmetrico rispetto all'antico portale. Inoltre, il fabbricato fu sopraelevato di un piano, accentuandone la sproporzione rispetto alle casette contigue. 

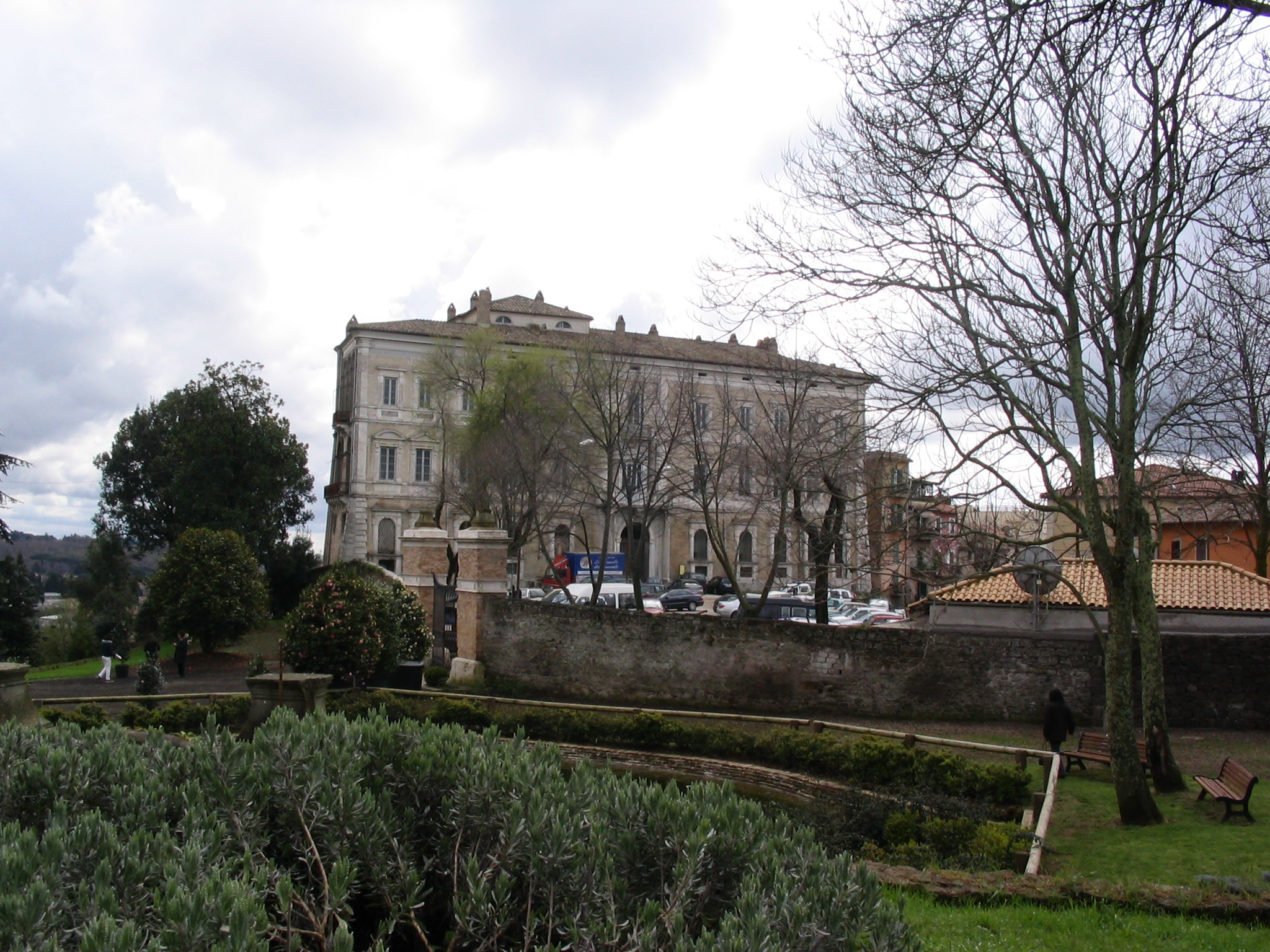
Parco Cesarini-Sforza, adiacente al Palazzo

Il principale artefice di questa operazione fu l'architetto romano Ludovico Gregorini, figura molto attiva nell'ambiente romano tra XVII e XVIII secolo, che per i Cesarini lavorò a lungo, progettando, tra l'altro, la Via Sforza (oggi Via B. Buozzi). 
Altri architetti si avvicendarono con ruoli di secondo piano nei lavori settecenteschi, tra i quali Domenico Gregorini, che diresse i lavori dal 1723 al 1725 sulla base dei disegni del padre Ludovico, dopo la sua morte, e Domenico Navone che progettò gli arredi interni.
Attualmente il palazzo è la sede legale e di rappresentanza dell'Associazione Nazionale Città del Vino.

## Architettura
Il portale presenta un'interessante particolarità dovuta alla deformazione geometrica di tutti gli elementi architettonici come i capitelli, le basi, gli elementi della balaustra del balcone e via dicendo, per simulare una visione prospettica frontale per chi proviene dalla strada antistante dell'Olmata (sistema a tridente di viali alberati, risalenti alla metà del '600, originariamente con olmi)
La facciata principale si presenta come un ennesimo rifacimento del Palazzo Farnese a Roma, con l'introduzione di motivi di cui possiamo rintracciare l'origine nel tardo Cinquecento romano. Caratteristica saliente è il particolare ritmo delle finestre decrescente verso i lati esterni secondo precisi rapporti geometrici, cosa che determina un'accelerazione prospettica verso l'esterno e che fa da contrappunto al verticalismo del motivo del portale e delle due finestre centrali. Si ha quindi l'impressione di trovarsi davanti ad una superficie curva con la convessità verso chi guarda. 
La facciata settecentesca del palazzo Sforza-Cesarini è, nel complesso, un esempio di quella tendenza architettonica affermatasi a Roma sul finire del ‘600 e inizio del ‘700,  in un  periodo di recupero della tradizione in senso classicista, mitigata da un atteggiamento eclettico e in cui confluiscono gli elementi di un repertorio barocco, manierista e tardorinascimentale.